# Wapen van Elburg

Het wapen van de huidige gemeente Elburg

Het wapen van Elburg is het wapen van de gemeente Elburg. Het is een gedeeld wapen bestaande uit het oude wapen van Elburg en een gedeelte van het wapen van Doornspijk. De beschrijving luidt: 
"Gedeeld: I in zilver een poortgebouw van keel, bestaande uit een geopend middengedeelte, de opening omlijst van goud en met een valhek van sabel, tussen 2 torens, het middengedeelte en de torens gekanteeld, verlicht van zilver en met daken van azuur, waarop 4 naar links waaiende vaantjes van sabel, II in sabel een sleedoorntak met bloemen en vruchten van goud. Het schild gedekt met een gouden kroon van 5 bladeren en gehouden door 2 leeuwen van goud, getongd en genageld van keel."

## Geschiedenis
Het eerste wapen van Elburg is het historische wapen waarmee de gemeente in 1816 werd bevestigd. Opmerkelijk is het verschil in de afbeelding met de heraldische omschrijving. Er wordt niet vermeld dat één leeuw aanziend is, evenals de gouden poort en zilveren vanen, en de gouden liggende leeuw voor de ingang wordt niet beschreven. De beschrijving luidt:
"Van zilver, beladen met een poort waaraan twee torens in hunne natuurlijke kleur. Het wapen gedekt met een kroon van goud en 5 fleurons van hetzelfde, en vastgehouden door twee klimmende leeuwen in hunne natuurlijke kleur."
De gemeente werd op 20 juli 1816 bij een besluit van de Hoge Raad van Adel met het wapen bevestigd.
In 1974 werd de voormalige gemeente Doornspijk samengevoegd met Elburg, er moest dus een nieuw wapen worden ontworpen. Het wapen is een ontwerp van G.A. Bontekoe. Hij moest twee historische wapens combineren tot een nieuw wapen. Doornspijk was de grootste en oudste gemeente, Elburg een hanzestad. Het schild werd gedeeld, het rechterdeel voor de poort van Elburg en het linkerdeel voor de sleedoorntak van Doornspijk. Zowel van Doorspijk als van Elburg werd een leeuw weggelaten. De schildhouders en de markiezenkroon van vijf fleurons werden van het oude wapen van Elburg overgenomen. Het wapen werd bij Koninklijk Besluit van 24 april 1974 verleend aan de nieuwe gemeente.

## Verwante wapens

Elburg (oude wapen)
Doornspijk